# Campori Sul-Americano de Desbravadores

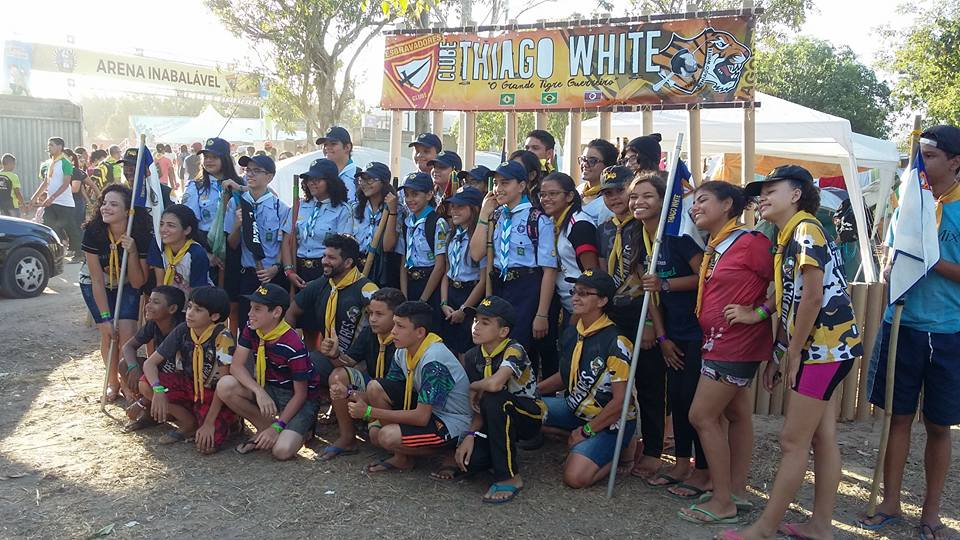
Desbravadores e escoteiros em um campori.

O Campori Sul-Americano de Desbravadores é um grande campori realizado pelos Desbravadores, órgão da Igreja Adventista do Sétimo Dia, preparado especialmente para membros dos Clubes de Desbravadores da América do Sul. O evento ocorre em média a cada cinco anos, e requer não apenas um amplo espaço de acomodação para os jovens acampantes como uma infraestrutura adequada para instalações de estacionamentos, banheiros, mega-cozinhas, palco, arena, stands de vendas, ambulatórios, seguranças, provas, eventos e muito mais.
O Campori Sul-Americano é um grande acampamento dos clubes de desbravadores dos oito países que fazem parte da Divisão Sul-Americana da Igreja Adventista (Argentina, Bolívia, Brasil, Chile, Equador, Paraguai, Peru e Uruguai). Além da programação de palco em todas as manhãs e noites, os participantes dos camporis passam o dia em atividades como desfiles, projetos comunitários, ação social e outras competições que somam pontos para os seus clubes, como numa gincana.

## Edições
| Ano  | Edição | Local              | Tema                           | Participantes         | Diretor                |
| ---- | ------ | ------------------ | ------------------------------ | --------------------- | ---------------------- |
| 1984 | I      | Foz do Iguaçu - PR | Da Natureza ao Criador         | 5.200 participantes   | Pr. Cláudio Belz       |
| 1994 | II     | Ponta Grossa - PR  | Na Trilha dos Pioneiros        | 10.000 participantes  | Pr. José Maria Barbosa |
| 2005 | III    | Santa Helena - PR  | Fonte de Esperança             | 20.000 participantes  | Pr. Erton Köhler       |
| 2014 | IV     | Barretos - SP      | Encontro Marcado na Eternidade | 35.000 participantes  | Pr. Udolcy Zukowski    |
| 2019 | V      | Barretos - SP      | A Melhor Aventura              | 100.000 participantes | Pr. Udolcy Zukowski    |
| 2027 | VI     | Barretos - SP      | Sempre Desbravador             | Estimados 120 mil     | Pr. Udolcy Zukowski    |

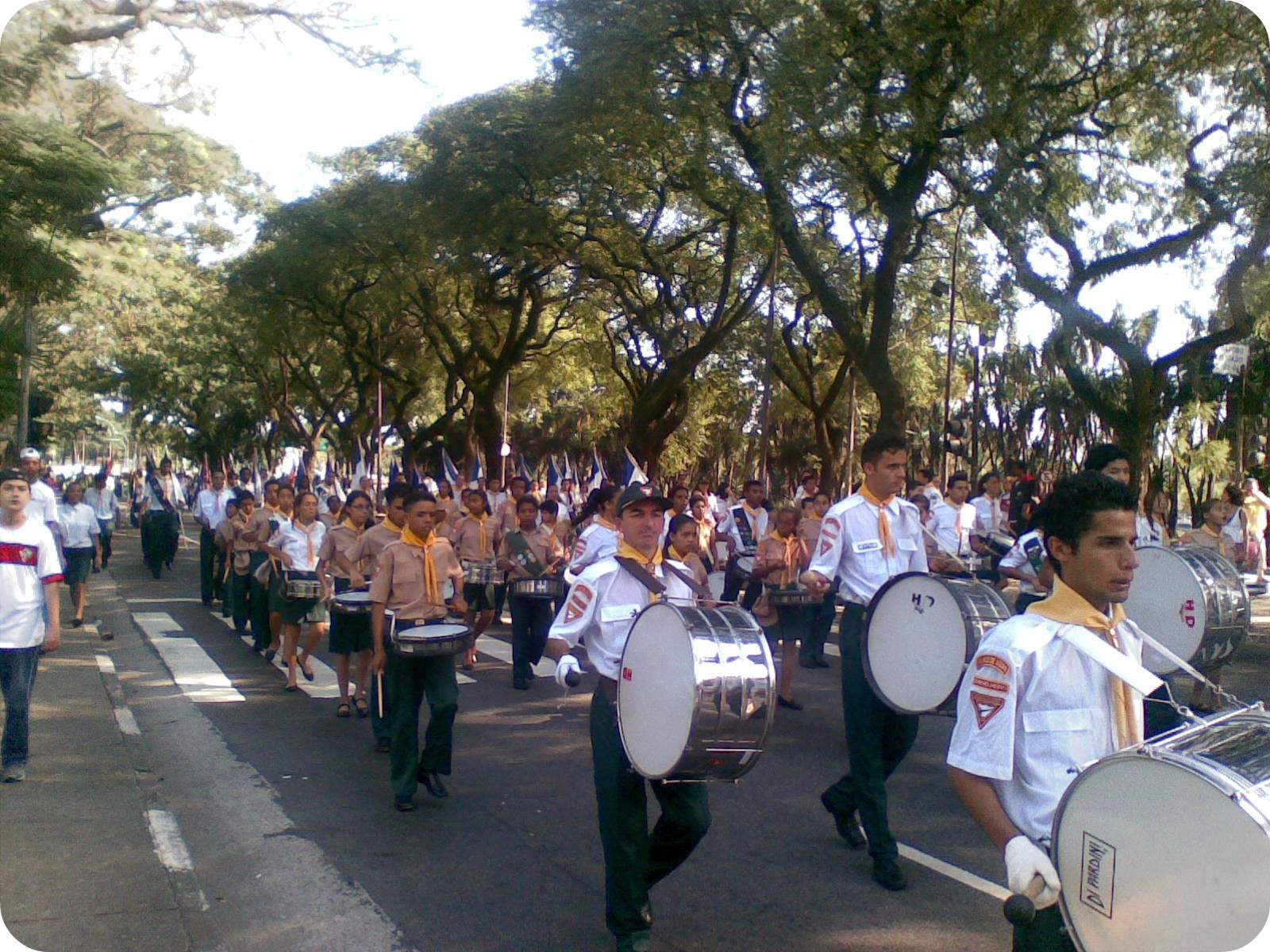
Desfile de Desbravadores

As últimas edições do Campori Sul-Americano foram realizadas no município de Barretos, o sétimo maior município do estado de São Paulo, com mais de 100 mil habitantes. É mundialmente conhecido pela Festa do Peão de Barretos. O local onde o evento é realizado é o parque da cidade, cuja área é de mais de 110 hectares, projetado pelo famoso arquiteto Oscar Niemeyer, sendo que possui uma arena com capacidade para 35 mil pessoas sentadas ou 50 mil ocupando o todo espaço da arena e arquibancada.
O campori é uma experiência única na vida de um Desbravador. Como o Clube de Desbravadores é destinado a crianças de 10 a 15 anos, ele praticamente só terá uma oportunidade de participar de um Campori Sul-Americano durante essa fase da vida, mas os momentos vividos e as recordações acumuladas serão únicas na sua história. Além de bottons, camisas, pins, fotos, vídeos, medalhas, troféus há também os trunfos, que são recordações oficiais do evento e que podem ser colocados no uniforme dos Desbravadores, na sua faixa de especialidades.